# Lopinga achine
Lopinga achine és una espècie de lepidòpter papilionoïdeu de la família dels nimfàlids (Nymphalidae). Als Països Catalans només s'ha citat de la Val d'Aran.

## Distribució
Espècie rara i local que s'estén des del nord de la península Ibèrica i França a través de gran part de l'Europa central fins al sud de Finlàndia, el nord d'Itàlia, Eslovènia i Romania. La seva distribució continua per l'Àsia central fins al Japó, Corea i l'extrem est de Rússia. A la península Ibèrica s'han localitzat només dos nuclis de població, un de petit als voltants de Sierra Sálvada, a cavall de les províncies de Burgos, Biscaia i Àlaba, i l'altre format per diversos subpoblacions no interconnectades als Picos de Europa i voltants, a les províncies d'Astúries, Lleó i Cantàbria. A Catalunya, només ha estat citada una vegada, concretament el juliol de l'any 2017 es va observar un individu adult assolellant-se en un bedoll en un camí forestal proper a Bordius, Vall d'Aran.

## Descripció
Envergadura alar d'entre 42 i 50 mm. Dimorfisme sexual poc evident. Anvers de color bru amb una sèrie d'ocels negres envoltats de groc a la part exterior. El revers és semblant a l'anvers, però els ocels presenten el centre de color blanc. També existeixen dues franges bru clar als marges i una franja blanquinosa que s'estén per la part interior dels ocels.

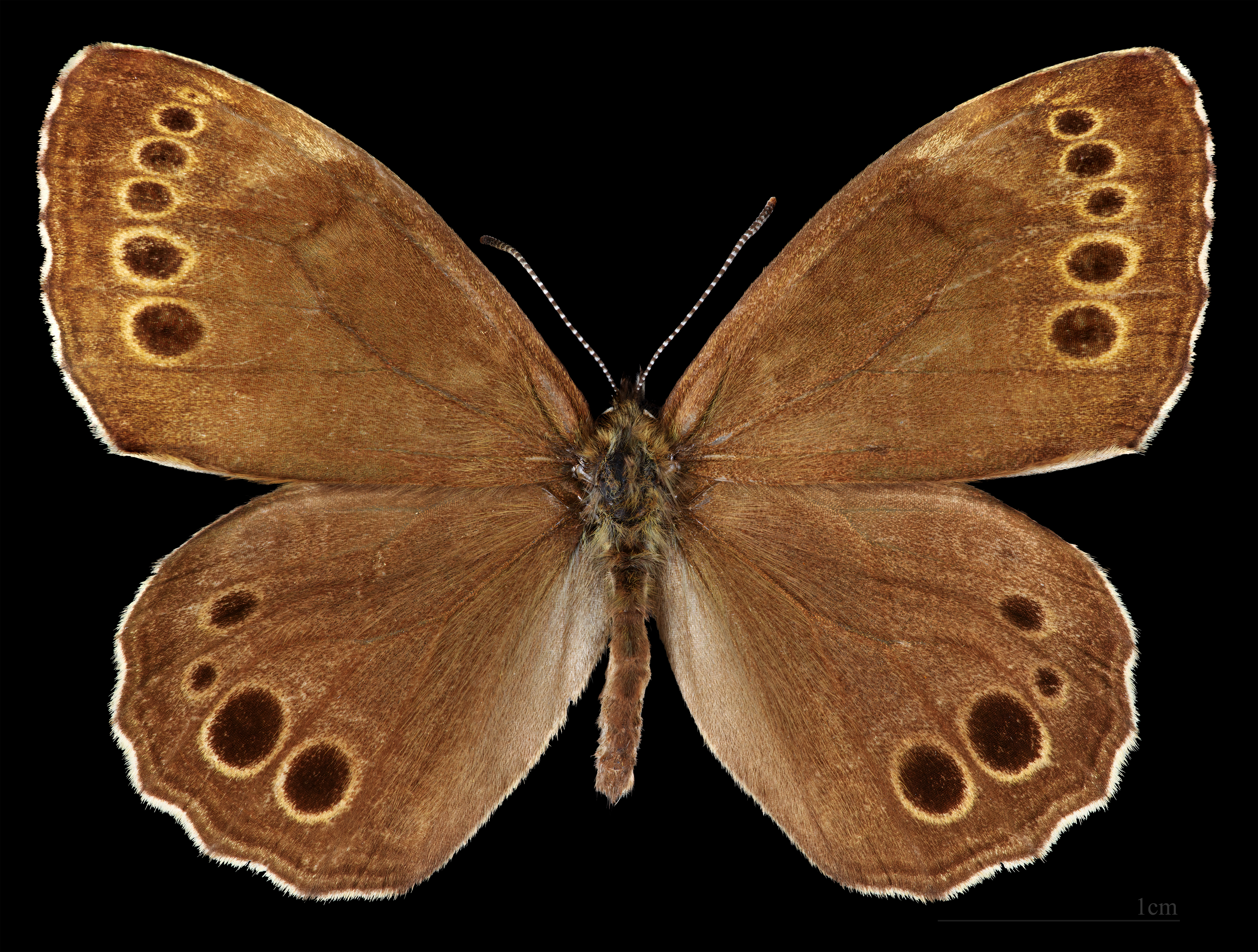
Lopinga achine ♂
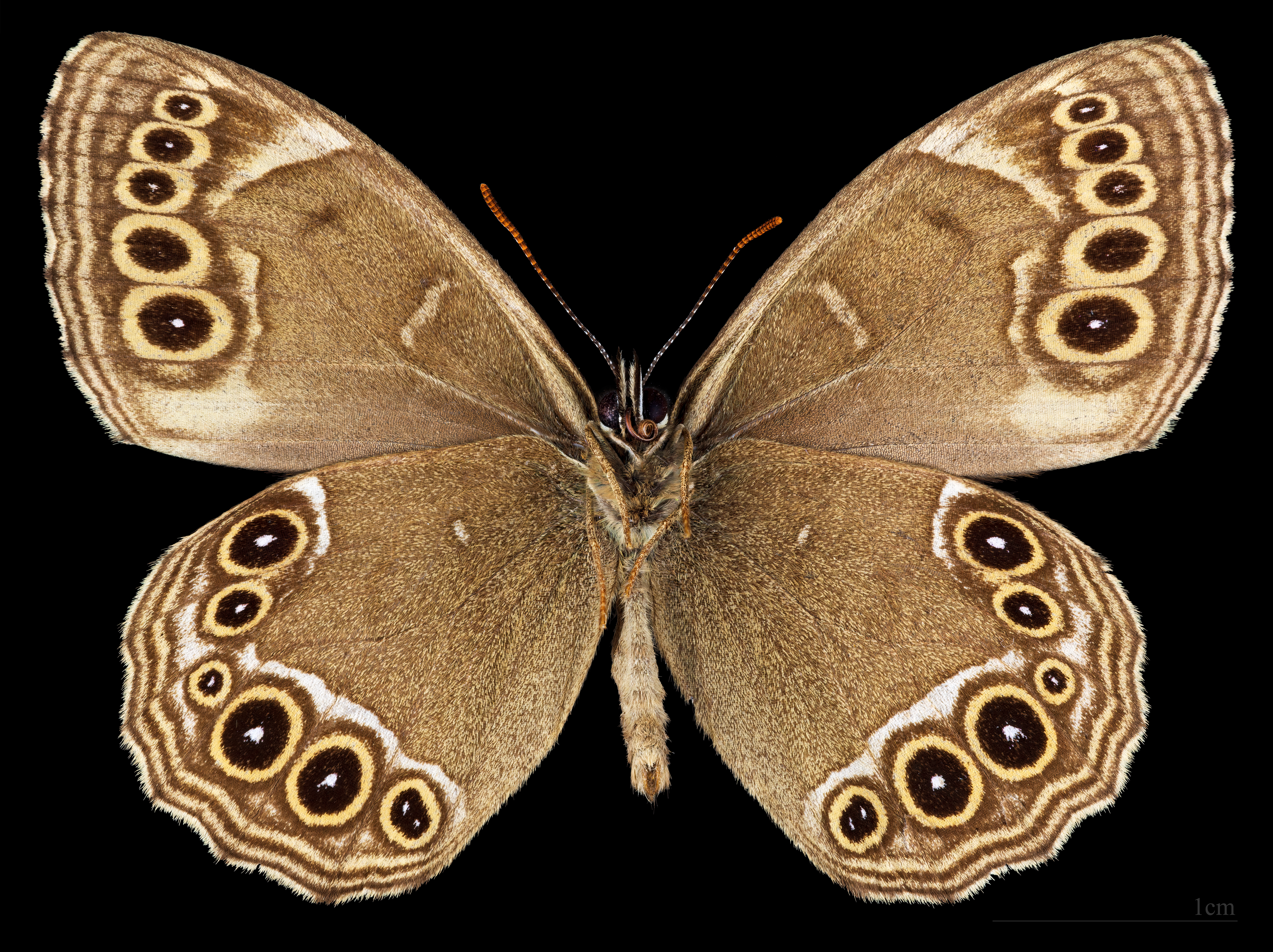
Lopinga achine ♂ △

## Hàbitat
Clarianes herboses en boscos caducifolis i marges arbustius de boscos de coníferes, tant en llocs humits com secs, i en sòls calcaris i no calcaris. Rang altitudinal des dels 200 m fins als 1500 m. L'eruga s'alimenta de gramínies i ciperàcies, sobretot Brachypodium i Carex, però també Deschampsia, Festuca i Poa.

## Període de vol i hibernació
Vola en una sola generació entre principi de juny i finals de juliol. Hiberna com a eruga.

## Conservació
Espècie en declivi a bona part d'Europa a causa de la pèrdua de clarianes en boscos, l'abandonament de l'agricultura i dessecament del terreny, que permetien mantenir l'hàbitat adequat per a l'espècie mitjançant el pasturatge.